# Wolverhampton
Wolverhampton este un oraș și un burg metropolitan din cadrul Comitatului Metropolitan West Midlands în regiunea West Midlands. Pe lângă orașul propriu-zis Wolverhampton, districtul conține și orașele Bilston și Wednesfield.